# Onthophagus murchisoni
Onthophagus murchisoni är en skalbaggsart som beskrevs av Blackburn 1892. Onthophagus murchisoni ingår i släktet Onthophagus och familjen bladhorningar. Inga underarter finns listade i Catalogue of Life.